# دورلينج كيندرسلي
دورلينج كيندرسلي (بالإنجليزية: Dorling Kindersley) (DK)  هي شركة نشر بريطانية متعددة الجنسيات  متخصصة في كتب توضيح المصورة للبالغين والأطفال بي 62 لغة. وهي جزء من بنغون رندم هاوس، تقوم شركة مشتركة بتوزيع النشر التي تملكها شركة بيرتلسمان وبيرسون. وتملك بيرتلسمان  53% من الشركة  وتملك بيرسون  47%. أنشئت في عام 1974. وتعتمد في منتوجتها على طرق توضيحية أكثر إبتكارا بأسلوب تعليمي عصري.

## وصلات خارجية
- Dorling Kindersley website
- Dorling Kindersley travel
- Dorling Kindersley personalized travel guides نسخة محفوظة 4 مارس 2012 على موقع واي باك مشين.
- BradyGames' official website
- Official YouTube channel